# My Cassette Player
My Cassette Player är ett studioalbum av den tyska popsångerskan Lena Meyer-Landrut, utgivet den 7 maj 2010 under hennes förnamn/artistnamn Lena. Det är hennes debutskiva. Producent är Stefan Raab, som också har komponerat en stor del av musiken. Albumet gick direkt upp på första plats på den tyska topplistan.

## Låtlista
1. "Satellite" (Julie R. Frost, John Gordon) – 2:55
2. "My Cassette Player" (Stefan Raab, Lena Meyer-Landrut) – 3:35
3. "Not Following" (Ellie Goulding, Jon Lattimer) – 3:36
4. "I Like to Bang My Head" (Raab, Meyer-Landrut) – 3:23
5. "My Same" (Adele) – 3:02
6. "Caterpillar in the Rain" (Raab, Meyer-Landrut) – 3:42
7. "Love Me" (Raab, Meyer-Landrut) – 2:59
8. "Touch a New Day" (Raab, Meyer-Landrut) – 2:59
9. "Bee" (Rosi Golan, Per Kristian Ottestad, Mayaeni Strauss) – 3:00
10. "You Can’t Stop Me" (Raab) – 2:59
11. "Mr. Curiosity" (Lester Mendez, Dennis Morris, Jason Mraz) – 3:41
12. "I Just Want Your Kiss" (Pär Lammers, Daniel Schaub, Raab) – 3:05
13. "Wonderful Dreaming" (Raab, Meyer-Landrut) – 3:32